# Peugeot Lion V2C2-V2Y2-V2C3-V2Y3
Nel 1910 un grave fatto sconvolse la Peugeot e la Lion-Peugeot: La morte di Eugene Peugeot, cugino di Armand e patron della Lion-Peugeot, spinse la piccola Casa francese ad unirsi alla Peugeot, ma nonostante la fusione, i due marchi continuarono a produrre separatamente, almeno fino allo scoppio della prima guerra mondiale.
In questi anni poco prima del conflitto nacquero molti modelli marchiati Lion-Peugeot.

## Lion-Peugeot Type V2C2 e Type V2Y2
Erano due vetture simili, ma che si proponevano l'una come la variante dell'altra. Furono prodotte tra il 1910 ed il 1912 in poco meno di 1000 esemplari. Montavano un bicilindrico da 1325 cm³ ed erano di dimensioni contenute, intorno ai 3,20 metri.

## Lion-Peugeot Type V2C3 e Type V2Y3
Affiancavano le V2C2 e le V2Y2, proponendosi come ulteriori alternative, ma le prime due suscitarono maggiori consensi, mentre di queste vetture furono prodotti solo circa 200 esemplari.